# Sacrifice (album Motörhead)
Sacrifice – trzynasty album studyjny brytyjskiego zespołu Motörhead, wydany 13 stycznia 1995 roku nakładem wytwórni muzycznej SPV GmbH. Ostatni z udziałem Würzela. Odszedł on zaraz po wydaniu albumu, dlatego też w amerykańskim wydaniu jest pominięty na zdjęciach i w opisie. Nagrań dokonano w Cherokee Studios w Hollywood w Stanach Zjednoczonych. Album był promowany teledyskiem do utworu tytułowego.

## Lista utworów
Opracowano na podstawie materiału źródłowego.
| Nr  | Tytuł utworu            | Autorzy                          | Długość |
| --- | ----------------------- | -------------------------------- | ------- |
| 1.  | „Sacrifice”             | Würzel, Campbell, Dee, Kilmister | 03:16   |
| 2.  | „Sex & Death”           | Würzel, Campbell, Dee, Kilmister | 02:02   |
| 3.  | „Over Your Shoulder”    | Würzel, Campbell, Dee, Kilmister | 03:17   |
| 4.  | „War for War”           | Würzel, Campbell, Dee, Kilmister | 03:07   |
| 5.  | „Order / Fade to Black” | Würzel, Campbell, Dee, Kilmister | 04:02   |
| 6.  | „Dog-Face Boy”          | Würzel, Campbell, Dee, Kilmister | 03:25   |
| 7.  | „All Gone to Hell”      | Würzel, Campbell, Dee, Kilmister | 03:41   |
| 8.  | „Make 'Em Blind”        | Kilmister                        | 04:26   |
| 9.  | „Don’t Waste Your Time” | Kilmister                        | 02:32   |
| 10. | „In Another Time”       | Würzel, Campbell, Dee, Kilmister | 03:09   |
| 11. | „Out of the Sun”        | Würzel, Campbell, Dee, Kilmister | 03:43   |
|     |                         |                                  | 36:40   |

## Twórcy
Opracowano na podstawie materiału źródłowego.
| Zespół Motörhead w składzie - Lemmy Kilmister – gitara basowa, śpiew - Philip Campbell – gitara elektryczna - Michael Burston – gitara elektryczna - Mikkey Dee – perkusja |  | Dodatkowi muzycy - Bill Bergman – saksofon w "Don’t Waste Your Time" - John Paroulo – pianino w "Don’t Waste Your Time" Inni - Ryan Dorn – produkcja muzyczna, inżynieria dźwięku, miksowanie - Eddy Schreyer – mastering - Howard Benson – miksowanie, produkcja muzyczna - Joe Petagno – okładka, oprawa graficzna |

## Listy sprzedaży
| Lista                | Kraj    | Pozycja |
| -------------------- | ------- | ------- |
| Media Control Charts | Niemcy  | 31      |
| Sverigetopplistan    | Szwecja | 36      |